# Sviluppo economico russo nel XIX secolo

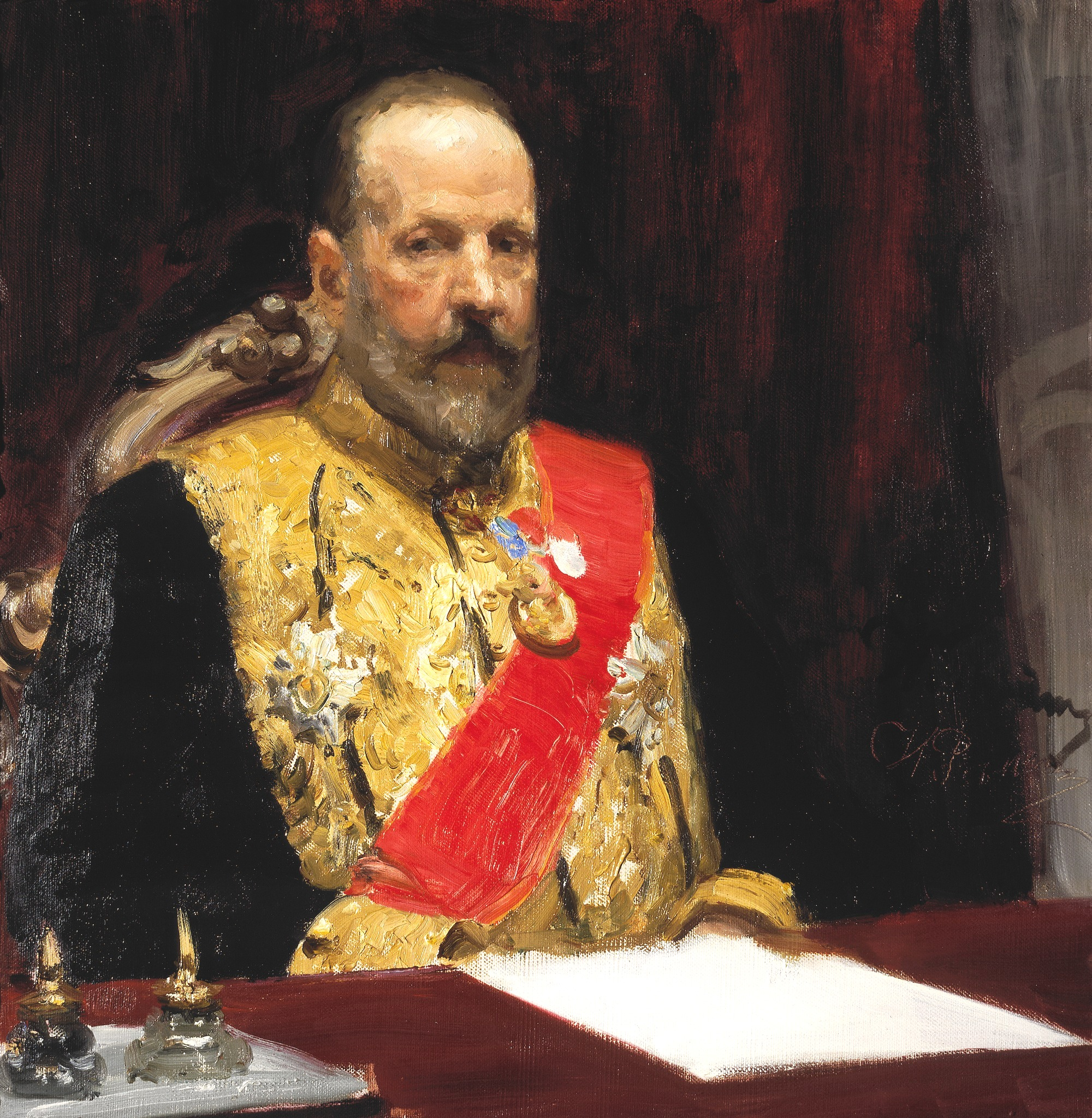
Il Ministro delle Finanze Sergej Witte in un ritratto di Ilya Repin

La fine del XIX secolo e l'inizio del XX secolo furono tempi di crisi e di riforme per la Russia. Il mondo cambiava con grande velocità, l'industria e la tecnologia dei paesi occidentali incrementavano il loro sviluppo e nuove e dinamiche grandi potenze si affacciavano sulla scena mondiale. Otto von Bismarck riunificò la Germania nel 1871, gli Stati Uniti, superata la crisi della guerra civile, iniziarono un vertiginoso sviluppo industriale ed economico e un Giappone in via di modernizzazione emerse dalla Restaurazione Meiji del 1868.
Benché la Russia realizzasse una grande espansione territoriale in Asia dove confinava con l'Impero ottomano, la Persia, l'India Britannica e l'Impero Cinese, essa non fu in grado di produrre una quantità di capitale per finanziare un rapido sviluppo industriale o per competere commercialmente con gli altri stati. Il dilemma di fondo che travagliò la Russia fu, da una parte, il timore che un'accelerazione dello sviluppo interno potesse sfociare in una rivoluzione mentre uno sviluppo troppo lento rischiava di lasciarla economicamente dipendente dalle altre nazioni più avanzate. In effetti i fermenti politici, specialmente tra l'intellighenzia, accompagnarono la trasformazione delle strutture sociali ed economiche della Russia generando anche un notevole sviluppo in letteratura, nella musica, nelle arti e nelle scienze.

## L'agricoltura
Nella seconda metà del XIX secolo l'economia russa si sviluppò molto più lentamente che nei principali stati dell'Europa, benché la Russia avesse una popolazione di gran lunga maggiore. La maggior parte di questa popolazione era costituita da contadini che vivevano nelle comunità rurali in un regime di agricoltura di pura sopravvivenza. La servitù della gleba fu abolita solamente nel 1861 senza però che a questo atto si associasse una riforma agraria in grado di fornire terra ai contadini. L'industria era in generale poco sviluppata soprattutto per la mancanza di capitali e di incentivi da parte dello stato anche se in alcuni settori, grazie a capitali stranieri, si ebbe un certo sviluppo. Tra il 1850 e il 1900 la popolazione della Russia raddoppiò, ma rimase principalmente una popolazione rurale. Il tasso di crescita della popolazione russa tra il 1850 ed il 1910 fu uno dei più elevati tra le maggiori potenze, ad eccezione degli Stati Uniti.
L'agricoltura, tecnologicamente arretrata, rimase nelle mani dei contadini in stato di servaggio e di quelli delle fattorie statali che costituivano i quattro quinti della popolazione rurale. Grandi latifondi con estensioni maggiori di cinquanta chilometri quadrati rappresentavano circa il 20 per cento delle imprese agricole, ma pochi di questi erano lavorati in modo efficiente. Le piccole dimensioni delle imprese agricole ed il rapido aumento della popolazione portarono ad un aumento delle terre coltivate a grano a detrimento dei terreni lasciati liberi per il pittore

## L'industria
Nell'Ottocento l'economia russa si fondava soprattutto sull'esportazione di prodotti agricoli e di materie prime. La crescita dell'industria fu significativa, benché malsicura ed in termini assoluti poco estesa. Le regioni industriali includevano Mosca, le regioni centrali della Russia europea, San Pietroburgo, le città del Baltico, la Polonia russa, alcune aree lungo il corso del basso Don e del Dnepr e le regioni a sud degli Urali. Nel 1890 la Russia possedeva 32000 chilometri di ferrovie e gli operai erano circa 1.400.000, di cui la maggior impiegata nell'industria tessile. Tra il 1860 e il 1890 la produzione annuale di carbone aumentò di circa il 1200 per cento raggiungendo i 6,6 milioni di tonnellate e la produzione di ferro e acciaio fu più che raddoppiata con un valore di 2 milioni di tonnellate annue. Il bilancio dello stato raddoppiò mentre gli interessi sui debiti quadruplicarono costituendo, nel 1891, il 28 percento delle spese ufficiali.
Il commercio estero rimase inadeguato per fornire quanto era necessario all'impero. Fino a quando lo stato non impose alte tariffe doganali sui beni dell'industria, nel 1880, non vi furono risorse per commerciare con l'ovest in quanto i proventi dell'industria erano insufficienti per pagare i debiti. Lo sviluppo dell'industria portò con sé la nascita del proletariato urbano che ben presto, nonostante le repressioni, incominciò ad organizzarsi nei primi sindacati clandestini, entrando in contatto con le idee socialiste e comuniste che stavano sviluppandosi in Europa.

## L'ultimo decennio. Le riforme di Witte

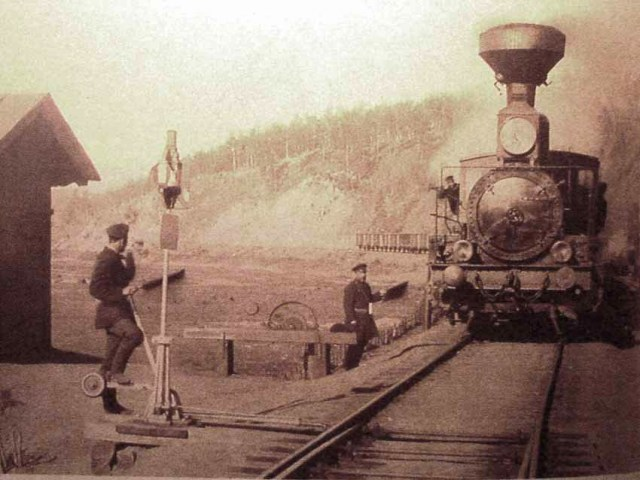
Binari della ferrovia transiberiana nella stazione di Khilok

Alla fine del XIX secolo l'arretratezza interna e la debolezza negli affari esteri avevano raggiunto proporzioni preoccupanti. Nel 1891 la carestia aveva falciato mezzo milione di vittime e le attività della Cina e del Giappone vicino al confine con la Russia venivano percepite come una grave minaccia. Come reazione a questo stato di cose il regime zarista fu costretto ad adottare un ambizioso ma gravoso programma economico progettato da Sergej Witte, risoluto Ministro delle finanze. Witte si batté per accendere prestiti all'estero, realizzare il corso in oro della valuta russa, mantenere alto il tasso di imposizione fiscale sui contadini, accelerare lo sviluppo dell'industria pesante e realizzare la ferrovia transiberiana.
Queste politiche avevano come obiettivo di modernizzare il paese, rendere sicuri i confini del lontano est e dare alla Russia una posizione autorevole che le permettesse di sfruttare le risorse dei territori della Cina del nord della Corea e della Siberia. Questa politica di espansionismo fu la versione russa della logica dell'imperialismo sviluppata nel XIX secolo da altri stati con grandi estensioni di territori inesplorati come gli Stati Uniti. Nel 1894 l'ascesa al potere del debole Nicola II dopo la morte di Alessandro III dette a Witte ed agli altri ministri l'opportunità di dominare il governo.

## Conclusioni
La politica di Witte ebbe risultati contrastanti. Malgrado la profonda depressione economica che colpì l'economia mondiale sulla fine del secolo la produzione di carbone, ferro, acciaio e petrolio triplicò, in Russia, tra il 1890 ed il 1900. Lo sviluppo delle ferrovie raddoppiò rendendo la rete ferroviaria russa per lunghezza seconda solamente a quella statunitense. Malgrado ciò la produzione di grano e la sua esportazione fallirono l'obiettivo di una crescita significativa e le importazioni crebbero più che le esportazioni. Anche il bilancio dello stato raddoppiò, annullando quasi del tutto quindi i pochi benefici dello sviluppo economico.
Gli storici occidentali non sono concordi sui meriti delle riforme di Witte; alcuni attribuiscono alla sua politica il fatto che l'industria leggera russa, priva di sussidi e contratti pubblici, subì una pesante battuta d'arresto. Molti analisti ritengono che la costruzione della ferrovia transiberiana (che fu completata da Mosca a Vladivostok nel 1904) e le imprese in Manciuria e Corea furono dei fallimenti economici ed ebbero come conseguenza il prosciugamento del tesoro pubblico. Certamente i costi e i dubbi risultati delle sue riforme contribuirono alle dimissioni di Witte da ministro delle finanze nel 1903.